# Ola de frío en Asia Oriental de enero de 2016
A finales de enero de 2016, una ola de frío afectó a gran parte de Asia Oriental, registrando temperaturas frías y nevadas en varias regiones, muchas de las cuales vieron sus temperaturas más frías en décadas. Se reportó que el fenómeno aguanieve sucedió por primera vez en la historia de Okinawa. Las fuertes nevadas y el gélido clima vararon a miles de personas a través de cuatro países. En Taiwán, por lo menos 85 personas murieron por hipotermia y paro cardiaco después de una caída repentina de la temperatura durante el fin de semana del 22 al 24 de enero. El frío terminó con cuatro vidas en China continental, mientras que las tormentas de nieve provocaron seis muertes en todo Japón.

## Hong Kong
Las temperaturas en Hong Kong cayeron a 3,3 °C. la más fría en casi 60 años. Cientos de personas caminaron hasta Tai Mo Shan, donde las temperaturas cayeron a -6 °C, para hacer turismo; sin embargo, muchos de ellos requirieron rescate y al menos 64 fueron hospitalizados por síntomas de hipotermia.

## Japón
Las tormentas de nieve a través de Japón provocaron la muerte de 6 personas e hirieron a otras 100. Más de 600 vuelos fueron interrumpidos en todo el país. Okinawa observó aguanieve por primera vez desde que comenzaron los registros fiables. Amami Oshima vio la nieve por primera vez en 115 años. Las nevadas cubrieron partes del continente, Nagasaki registró 17 cm de nieve. La mayor cantidad de nieve cayó sobre la isla norteña de Hokkaido, con 142 cm observado en Kitahiroshima. En Honshu, la isla principal de Japón, las acumulaciones alcanzadas llegan a 59 cm en Suzu. Las temperaturas cayeron a mínimos históricos en gran parte del oeste de Japón.

## China continental

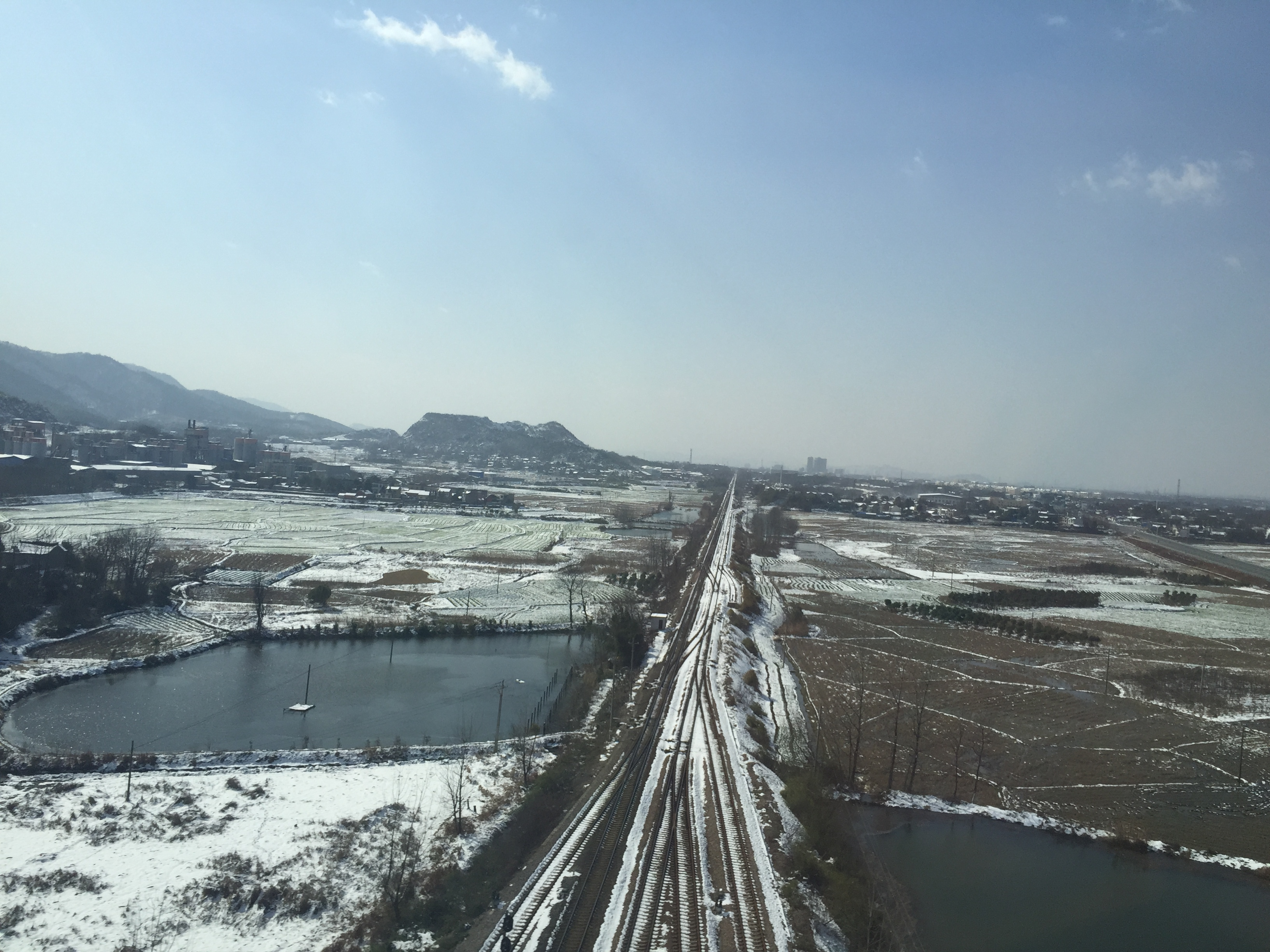
El Ferrocarril Nanjing–Tongling después de la nevada en Tongling.

Se reportó nieve en algunas partes de Guangzhou—la primera observada desde 1967—y Shenzhen, un hecho poco habitual para la región. Al menos cuatro personas murieron a causa de la intoxicación por monóxido de carbono en Guangzhou. Más al norte, las temperaturas en Shanghái cayeron a -4 °C. Veinticuatro estaciones meteorológicas observaron temperaturas mínimas históricas. Las temperaturas en toda Mongolia Interior cayeron a un mínimo histórico de -46,8 °C.

## Corea del Sur
La nieve y el frío obligaron a la cancelación de 1200 vuelos en Jejudo, en el extremo suroeste de la península coreana, dejando varados a unos 90 300 pasajeros. Las temperaturas en Seúl cayeron a -18 °C, la más baja en 15 años. Varias ciudades en todo el país registraron las temperaturas más bajas, especialmente en Jeju-do, donde Seogwipo y Seongsan registraron las temperaturas más bajas de su historia, en -6,4 y -6,2 °C, respectivamente.

## Taiwán

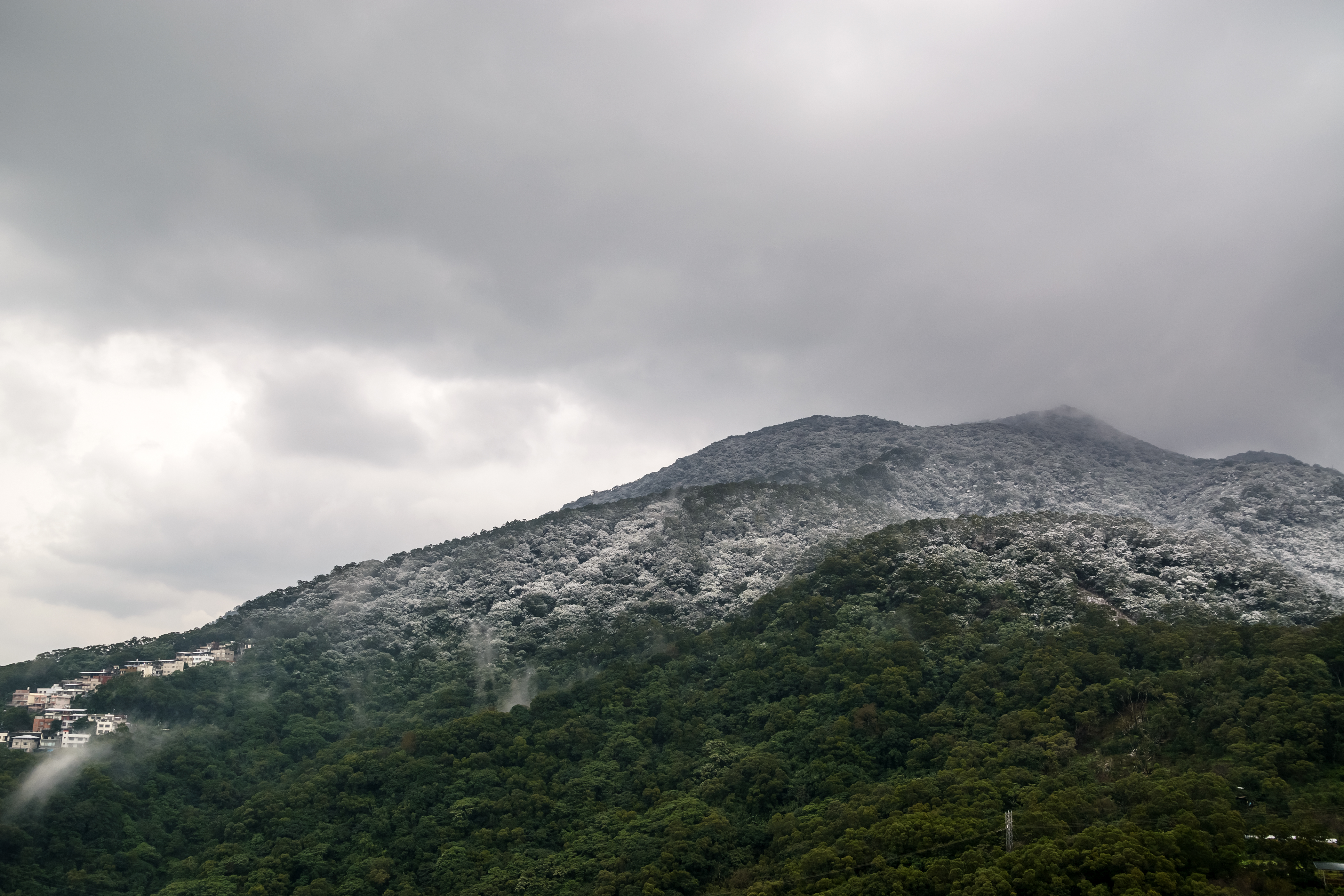
Nevada en la montaña Datun en Yangmingshan

Una oleada de aire frío durante el fin de semana del 22 al 24 de enero trajo muy bajas temperaturas, en Taipéi se registraron temperaturas de 4 °C, las más bajas en 44 años. Yangmingshan, las Islas Matsu y Kinmen, observaron sus temperaturas más frías registradas en -1,3, 0,3 y 1,3 °C, respectivamente. Muchos hogares de todo Taiwán carecen calefacción central, razón por la cual muchos residentes no pudieron hacer frente a las temperaturas. En general, al menos 85 personas murieron a causa de hipotermia y paro cardiaco en Taiwán, incluyendo 66 personas en Taipéi y Taoyuan, y otras 16 en Kaohsiung. La mayoría de las víctimas murieron en sus hogares. La nieve acumulada alcanzó los 8,9 cm en Yu Shan.
El clima frío causó graves daños a los cultivos, con pérdidas superiores a NT$ 20  millones (US$600 000). El presidente Ma Ying-jeou declaró que el cultivo dañado es una preocupación nacional.